# Halladakoppalu, Hunsur
Halladakoppalu là một làng thuộc tehsil Hunsur, huyện Mysore, bang Karnataka, Ấn Độ.